# Mario Tassone
Mario Tassone (ur. 8 sierpnia 1943 w Castrovillari) – włoski polityk i prawnik, długoletni parlamentarzysta, w latach 2001–2005 wiceminister infrastruktury i transportu.

## Życiorys
Ukończył studia prawnicze, uzyskał uprawnienia adwokata. Pracował w administracji oświatowej w Catanzaro. Zaangażował się w działalność polityczną w ramach Chrześcijańskiej Demokracji. Z jej ramienia w latach 1976–1994 sprawował mandat posła do Izby Deputowanych VII, VIII, IX, X i XI kadencji. Pełnił funkcje rządowe w gabinetach, którymi kierowali Amintore Fanfani i Bettino Craxi. Był podsekretarzem stanu przy urzędzie premiera (1982–1983) oraz w ministerstwie robót publicznych (1983–1987).
Od połowy lat 90. działał w różnych ugrupowaniach odwołujących się do tradycji rozwiązanej wówczas Chrześcijańskiej Demokracji. Był członkiem Włoskiej Partii Ludowej i Zjednoczonych Chrześcijańskich Demokratów. W latach 1999–2002 w drugim z tych ugrupowań pełnił formalną i organizacyjną funkcję przewodniczącego. W 2002 wraz z nim dołączył do Unii Chrześcijańskich Demokratów i Centrum, był zastępcą sekretarza krajowego tej partii.
W międzyczasie po dwóch latach przerwy powrócił do niższej izby włoskiego parlamentu. Trzykrotnie z powodzeniem ubiegał się o reelekcję, sprawując od 1996 do 2013 mandat deputowanego XIII, XIV, XV i XVI kadencji. W latach 2001–2005 w drugim rządzie Silvia Berlusconiego zajmował stanowisko wiceministra infrastruktury i transportu. W 2014 założył i został sekretarzem nowego ugrupowania pod nazwą Nuovo CDU.